# Xander Corvus
Xander Corvus (ur. 18 listopada 1988 w Columbus) – amerykański muzyk, aktor i reżyser filmów pornograficznych.

## Wczesne lata
Urodził się i wychował w Columbus w Ohio. Jego rodzice byli w swingersami. Kiedy miał 10 lat zaczął kwestionować religię będąc bardzo krytycznym wobec wiary chrześcijańskiej, po tym jak jego matka narodziła się na nowo. W wieku 13 lat należał do chrześcijańskiego zespołu punkowego „Hear No Evil”, w którym śpiewał przez dwa lata. Pojawił się w serialu Nickelodeon Zoey 101 (2007) jako piłkarz, a w melodramacie Akwarele (Watercolors, 2008) był pływakiem.

## Kariera w branży porno
W 2010 miał trudności ze znalezieniem pracy i w wieku 21 lat zdecydował się na występy w filmach porno. Znał twórców Penthouse Gold, odbył z nimi sesję próbną i nakręcił dwie sceny – My Two Thirty (2010) z Janet Mason i Sex On The Beach (2010) z Ariellą Ferrerą. W 2011 otrzymał branżową nagrodę XRCO Award w kategorii „najlepszy nowy ogier”. W swojej karierze był także nominowany do Erotic Lounge, Sex Award, Spank Bank, The Fannys, TLA RAW i Virtual Award. Pracował dla Brazzers Network, Evil Angel, Naughty America, New Sensations, Wicked Pictures, Vivid, Digital Sin, New Sensations i Reality Kings. Po współpracy z 101 Modeling, w 2013 związał się z agencją OC Modeling. 
Jako dowódca porucznik Data w Star Trek: The Next Generation - A XXX Parody (2011) otrzymał nagrodę AVN Award dla najlepszego aktora drugoplanowego. W Spider-Man XXX: A Porn Parody (2011) i Wolverine XXX: A Porn Parody (2013) został obsadzony w roli Spider-Mana. Za rolę Slice’a w filmie Underworld (2013) zdobył nagrodę AVN w kategorii „Najlepszy aktor drugoplanowy”. Drugoplanowa rola Kenny’ego Wilkinsa w dramacie kryminalnym Holly… Would (2014) przyniosła mu kolejną nagrodę AVN dla najlepszego aktora drugoplanowego.
W sierpniu 2013 w San Fernando Valley podjęto decyzję o moratorium na filmy porno, ze względu na zgłoszoną infekcję wirusem HIV aktorki Cameron Bay, z którą Corvus nagrał scenę przed testem.
W 2016 zadebiutował jako współreżyser komedii grozy Burning Angel Cindy, królowa piekła (Cindy: Queen of Hell), gdzie zagrał postać Lucyfera. Film otrzymał branżową nagrodę AVN Award za najlepszą komedię.

## Obecność w kulturze masowej
W 2012 dołączył do zespołu groove metal Circle of Violence jako wokalista. Pojawił się w teledysku zespołu Butcher Babies do piosenki „Headspin” (2017) z Jessą Rhodes.
Wystąpił w roli Anthony’ego w dramacie Diminuendo (2018) i zagrał postać Keitha w dramacie Ninji Thyberg Pleasure (2021), prezentowanym na 73. Festiwalu Filmowym w Cannes, który miał swoją premierę 1 lutego 2021 na Sundance Film Festival w sekcji Konkursu Dramatycznego Kina Światowego.

## Życie prywatne
W 2014 był w związku z Dani Daniels. Romansował także z Vanesą Moran (2015–2017) i Jessą Rhodes (2018).

## Nagrody
| Rok  | Nagroda          | Kategoria                                     | Film                                               | Inni wykonawcy                                        |
| ---- | ---------------- | --------------------------------------------- | -------------------------------------------------- | ----------------------------------------------------- |
| 2011 | XRCO Award       | Najlepszy nowy ogier                          | –                                                  | –                                                     |
| 2012 | TLA RAW Award    | Najlepszy nowicjusz                           | –                                                  | –                                                     |
| 2012 | XBIZ Award       | Nowy wykonawca roku                           | –                                                  | –                                                     |
| 2012 | XBIZ Award       | Drugoplanowa kreacja aktorska roku            | Horizon (2011)                                     | –                                                     |
| 2012 | AVN Award        | Najlepszy debiutant                           | –                                                  | –                                                     |
| 2012 | AVN Award        | Najlepszy aktor drugoplanowy                  | Star Trek The Next Generation: A XXX Parody (2011) | –                                                     |
| 2013 | XBIZ Award       | Najlepsza scena w produkcji o tematyce par    | Mother’s Love 2 (2012)                             | Lucky Starr                                           |
| 2014 | AVN Award        | Najlepszy aktor drugoplanowy                  | Underworld (2013)                                  | –                                                     |
| 2015 | XBIZ Award       | Najlepszy aktor w produkcji o tematyce par    | Sexual Liberation Of Anna Lee (2014)               | –                                                     |
| 2015 | AVN Award        | Najlepszy aktor drugoplanowy                  | Holly... Would (2014)                              | –                                                     |
| 2016 | XBIZ Award       | Najlepsza scena w produkcji o tematyce par    | My Sinful Life (2014)                              | Riley Reid i Romi Rain                                |
| 2017 | AVN Award        | Najlepszy aktor                               | Preacher’s Daughter (2016)                         | –                                                     |
| 2017 | XBIZ Award       | Najlepszy aktor w filmie fabularnym           | Preacher’s Daughter (2016)                         | –                                                     |
| 2017 | XBIZ Award       | Wykonawca roku                                | –                                                  | –                                                     |
| 2017 | XBIZ Award       | Najlepsza scena w produkcji o tematyce par    | Switch (2016)                                      | Katrina Jade                                          |
| 2017 | NightMoves Award | Wykonawca roku wg fanów                       | –                                                  | –                                                     |
| 2018 | AVN Award        | Najlepsza scena seksu grupowego               | Angela 3 (2017)                                    | Angela White, John Strong, Toni Ribas i Markus Dupree |
| 2018 | NightMoves Award | Wykonawca roku wg redakcji                    | –                                                  | –                                                     |
| 2018 | Inked Award      | Scena roku                                    | Leather and Latex (2017)                           | Honey Gold                                            |
| 2021 | AVN Award        | Najlepszy aktor drugoplanowy                  | Summoning (2020)                                   | –                                                     |
| 2025 | AVN Award        | Najlepsza międzynarodowa scena seksu analnego | Scandalous – Scene 1 (2024)                        | Ella Hughes                                           |